# Гейл (округ, Алабама)
Шаблон:StateAbbr_ 32°45′39″ пн. ш. 87°37′47″ зх. д. / 32.760833333333° пн. ш. 87.629722222222° зх. д.
 Гейл (англ. Hale County) — округ (графство) у штаті Алабама. Ідентифікатор округу 01065.

## Історія
Округ утворений 1867 року.

## Демографія
За даними перепису 2000 року
загальне населення округу становило 17185 осіб, зокрема міського населення було 2580, а сільського — 14605.
Серед мешканців округу чоловіків було 8110, а жінок — 9075. В окрузі було 6415 домогосподарств, 4606 родин, які мешкали в 7756 будинках.
Середній розмір родини становив 3,19.
Віковий розподіл населення поданий у таблиці:
| Стать    | До 15 років | 15-21 | 22-29 | 30-39 | 40-49 | 50-65 | 65-85 | Понад 85 |
| -------- | ----------- | ----- | ----- | ----- | ----- | ----- | ----- | -------- |
| Чоловіки | 2163        | 908   | 764   | 1034  | 1142  | 1177  | 837   | 85       |
| Жінки    | 2074        | 910   | 877   | 1261  | 1267  | 1292  | 1140  | 254      |

## Суміжні округи
- Таскалуса — північ
- Бібб — північний схід
- Перрі — південний схід
- Маренго — південь
- Грін — захід

## Виноски
1. ↑  U.S. Decennial Census. United States Census Bureau. Архів оригіналу за 12 травня 2015. Процитовано 22 серпня 2015.
2. ↑  Historical Census Browser. University of Virginia Library. Архів оригіналу за 11 серпня 2012. Процитовано 22 серпня 2015.
3. ↑  Forstall, Richard L., ред. (24 березня 1995). Population of Counties by Decennial Census: 1900 to 1990. United States Census Bureau. Архів оригіналу за 24 вересня 2015. Процитовано 22 серпня 2015.
4. ↑  Census 2000 PHC-T-4. Ranking Tables for Counties: 1990 and 2000 (PDF). United States Census Bureau. 2 квітня 2001. Архів оригіналу (PDF) за 18 грудня 2014. Процитовано 22 серпня 2015.
5. ↑  State & County QuickFacts. United States Census Bureau. Архів оригіналу за 6 червня 2011. Процитовано 16 травня 2014.(англ.) Наведено за англійською вікіпедією.
6. ↑  American FactFinder. Бюро перепису населення США. Архів оригіналу за 21 травня 2008. Процитовано 31 січня 2008.